# Zaborol, raionul Rivne, regiunea Rivne
Zaborol (în ucraineană Забороль) este localitatea de reședință a comunei Zaborol din raionul Rivne, regiunea Rivne, Ucraina.

## Demografie
Componența lingvistică a localității Zaborol
     Ucraineană (99,24%)
     Alte limbi (0,69%)
Conform recensământului din 2001, majoritatea populației localității Zaborol era vorbitoare de ucraineană (99,24%), existând în minoritate și vorbitori de alte limbi.